# كتاب هرشويش
كتاب هروشيوش هو الاسم الذي يُطلق تقليديًا على ترجمة عربية في العصر الذهبي للإسلام لكتاب أرسيوس [الإنجليزية] (باللاتينية: Historiae adversus paganos) في أوائل القرن الخامس. هذه الترجمة ليست فريدة من نوعها فهي ترجمة أندلسية لنص مسيحي إلى اللغة العربية، ولكن قِلة من غيرها بقيت لأنها لم تعد محفوظة بسبب توقف قراءة اللغة العربية على نطاق واسع في شبه الجزيرة الأيبيرية بعد سقوط الأندلس، بالإضافة لحرق محرقة مكتبة الحكم المستنصر بالله. في تقييم آن كريستيس، فإن المخطوطة العربية الفريدة لأرسيوس [الإنجليزية] هي الآن أهم ممثل للعمل.:157

## الأصل
أشار ابن خلدون - الذي اقتبس على نطاق واسع من الكتاب - إلى أن الكتاب ترجمه أسقف قرطبة المسيحي (قاضي النصرانية) بالتعاون مع عالم مسلم، قاسم بن أصباغ، لكن تاريخ أصله غير مؤكد. تكهَّن برنارد لويس بأنها كانت الترجمة الأولى والوحيدة لعمل أوروبي غربي إلى اللغة العربية حتى القرن السادس عشر. كما ذكر ابن جلجل (ت. 994) الكتاب وذكر أنه كان باللغة اللاتينية وأن "هناك العديد من الأشخاص الذين يمكنهم قراءته في بلدك (أي قرطبة) وقادرون على ترجمته إلى اللغة العربية" ولكنه لم يذكر المترجم. تكهن مؤرخو العصور الوسطى حول أصله، مشيرين إلى حفص بن البر، المعروف بترجمته سفر المزامير إلى اللغة العربية، والمرتبط ببلاط الحكم الثاني، ولكن لا يوجد دليل مقنع لدعم هذه الادعاءات.:136–42 كما أن بعضهم نسب الترجمة إلى الأسقف ربيع بن زيد، الذي كان سفير عبد الرحمن الثالث إلى الملك أوتو الأول في عام 956.

## الأسلوب
وفقا لآن كريستيس:
| كتاب هرشويش | كان من الواضح أن المترجمين كانوا يكافحون مع مادتهم. كان أسلوب أرسيوس [الإنجليزية] المعقد صعب الفهم، وربما كانوا يعملون على نسخة فاسدة من "التاريخ". لقد أخذوا حريات كبيرة مع النص، واختصروه ونقلوه ورشوا جهدهم بتحذيرات، مثل "لقد قمعنا هذا، ولكن من خلال حب الإيجاز وعدم الرغبة في الاستمرار في الإسهاب". لقد تركوا تقريبًا كل مقدمات أرسيوس [الإنجليزية] للكتب 5 و6 و7. ربما تم حذف بعض الأقسام لأنها كانت غير مفهومة. تم شرح البعض الآخر على نطاق واسع. هناك العديد من الأخطاء الإملائية، وخاصة في أسماء الأماكن والأشخاص، على الرغم من أن بعض هذه الأخطاء قد تكون خطأ النساخ اللاحقين. هناك العديد من الأمثلة على التأثير الإسلامي على النص، الذي يبدأ بـ "بسم الله"، الكلمات الافتتاحية للقرآن. إن أوضح مثال على التعريب هو تقديم الأسماء الشخصية في شكلها العربي فيسمون الشخص ابن فلان. وقد استلزم هذا اختراع أسماء لآباء أبطال العصور القديمة المنسية. وأصبح مؤسس روما رومولوس بن ماركوس ... وكان الأباطرة يُسمون دائمًا بأبناء أسلافهم. وقد أُعطيت بعض الشخصيات التوراتية أشكال أسمائهم كما تظهر في القرآن. وقد تم تحديد جبل أرارات، حيث استقرت السفينة، بجبل الجودي، وفقًا للمعتقد الإسلامي:149. | كتاب هرشويش |

تم نقل اقتباس من بيت شعر لفيرجيل إلى بيت شعر عربي. هناك العديد من الإضافات إلى مادة أرسيوس [الإنجليزية]، والتي ربما جاءت العديد منها من أعمال إيزيدور الإشبيلي، وخاصة كتابه "الوقائع".:149–54

## المخطوطة
النص معروف من مخطوطة ورقية واحدة، محفوظة في مكتبة جامعة كولومبيا ورقمها هو (MS X-893 712 H)، من 129 صفحة. يُعتقد أن المخطوطة فقدت بضع الصفحات من البداية وتُظهر قائمة محتوياتها وفهرسها على أنها فقدت كذلم عدة صفحات من النهاية، والتي امتدت من تاريخ أرسيوس [الإنجليزية] حتى الفتح الإسلامي للأندلس في عام 711. أصل المخطوطة غير مؤكد: في مكان ما في إسبانيا أو شمال إفريقيا (والأرجح الأخير)، ربما من القرن الثالث عشر أو الرابع عشر (والأرجح الأخير). ربما أُجريَت كل من الترجمة والمخطوطة الباقية لجمهور مسلم أو مسيحي: تحتوي المخطوطة على تعليق باللغة اللاتينية، مما يشير إلى أن قارئها مسيحي عاش في الأندلس، ولكن توجد تعليقات على ورقتين باللغة العربية تنتقدان المعتقد المسيحي.:147–53

## التأثير
كان لهذه الترجمة تأثير كبير على المؤرخين العرب، وخاصة ابن خلدون، الذي كان المؤرخ المسلم الوحيد الذي اقتبس منها على نطاق واسع.:142–47

## نسخ وترجمات
- 1982، تاريخ العالم، أرسيوس [الإنجليزية] (تاريخ العالم، أرسيوس [الإنجليزية])، بقلم عبد الرحمن بدوي – بيروت. أول طبعة عربية حديثة كاملة منشورة، مبنية على مخطوطة نيويورك الفريدة.
- 2001، كتاب هرشيوش: الترجمة العربية لكتاب أوروسيو Historiae adversus pagans / تحرير ودراسة مايتي بينيلاس [الإنجليزية] - المجلس الأعلى للبحث العلمي: الوكالة الإسبانية للتعاون الدولي. النص العربي، ومقدمة باللغة الإسبانية.
- وعد مشروع ممول من برنامج أفق 2020 بترجمة كتاب هرشيوش لماركو دي برانكو إلى اللغة الإنجليزية،[3] ونشره في عام 2022.[4]
- ماركو دي برانكو (عبر)، «ابن خلدون بين الإسكندر والقيصر: اليونان وروما في كتاب الأمثلة. (كتاب العبر، ج ٢ ١٤٩ ب - ١٧٢ ب، شبوه) (البوليجرافو، 2020)، (ردمك 978-88-93870-93-1)

## قراءة إضافية
- ليفي ديلا فيدا، ج.، 'الترجمة العربية لقصص أرسيوس'، الأندلس، ١٩ (١٩٥٤)، ٢٥٧–٩٣.
- Levi Della Vida, G., 'Un texte Mozarabe d'Histoire Universelle' in Etudes D'Orientalisme dédiées a la mémoire de Lévi-Provençal, 2 vols (Paris: Maissoneuve et Larose, 1962), I, pp. 175–83.
- هانز دايبر، "أوروسيوس" "Historiae adversus paganos" في التقليد العربي"، في "التقليد وإعادة التفسير في الأدب اليهودي والمسيحي المبكر: مقالات في تكريم يورغن سي إتش ليبرام"، تحرير جيه دبليو فان هنتن وآخرون، دراسات ما بعد الكتاب المقدس، 36 (ليدن: بريل، 1986)، الصفحات. 202–49
- مايتي بينيلاس: كتاب هوروشيوس. الترجمة العربية لكتاب أوروسيو "Historiae adversus Paganos" (= المصادر العربية الإسبانية. الفرقة 26). المجلس الأعلى للبحث العلمي، مدريد 2001، ISBN 84-00-07923-X
- كريستيان سي. ساهنر، "من أوغسطين إلى الإسلام: الترجمة والتاريخ في أوروسيوس العربي"، مجلة سبيكولوم، 88.4 (2013)، 905-931 دُوِي:10.1017/S0038713413002200